# The Duke (Joe Jackson)
The Duke is een studioalbum van Joe Jackson. Het is een eerbetoon aan de jazzartiest Duke Ellington, naar wie de titel verwijst. Alle liedjes op dit album zijn door Ellington geschreven en door Jackson bewerkt. Het album werd op 26 juni 2012 door Razor & Tie uitgegeven en kwam binnen op de eerste plaats in de Amerikaanse hitlijst voor jazzalbums.

## Nummers
1. "Isfahan" - 5:03 (met gitarist Steve Vai)
2. "Caravan" - 6:01 (met drummer ?uestlove van The Roots en zangeres Sussan Deyhim)[1]
3. "I'm Beginning to See the Light"/"Take the 'A' Train"/"Cotton Tail" - 3:34
4. "Mood Indigo" - 4:04
5. "Rockin' in Rhythm" - 3:28
6. "I Ain't Got Nothin' But the Blues"/"Do Nothin' 'til You Hear from Me" - 5:14
7. "I Got It Bad (And That Ain't Good)" - 4:48
8. "Perdido"/"Satin Doll" - 4:49 (met Lílian Vieira van Zuco 103)[1]
9. "The Mooche"/"Black and Tan Fantasy" - 5:26
10. "It Don't Mean a Thing (If It Ain't Got That Swing)" - 5:11 (met Iggy Pop)[3]